# 静岡県道260号磐田停車場長野線
静岡県道260号磐田停車場長野線（しずおかけんどう260ごう いわたていしゃじょうながのせん）は、静岡県磐田市を通る一般県道である。

## 概要

### 路線データ
- 陸上距離 : 4.5km
- 起点 : 磐田市中泉（静岡県道56号磐田停車場線交点）
- 終点 : 磐田市小島（国道150号交点）

## 重複区間
- 静岡県道259号磐田竜洋線（0.8km）

## 通過する自治体
- 静岡県
  - 磐田市

## 主な接続路線
起点から順に
- 静岡県道56号磐田停車場線
- 国道150号